# 般舟三昧经
《般舟三昧經》（Pratyutpanna Samādhi Sūtra），佛教經典，後漢月支三藏支婁迦讖漢譯，是最早翻譯到中國的淨土經典。
“般舟”是梵文 Pratyutpanna（現在）的近似音譯，梵文經題的意義為“現佛前立三昧經”，支婁迦讖三卷本載“一名十方現在佛悉在前立定經”，簡稱“現在三昧經”或“現在定經”。

## 简介
此經介紹了經由經行與憶念他方佛的方法，在禪定中，可以親見十方佛，得到他方佛的教導。並以阿彌陀佛為十方佛的代表，通過憶念阿彌陀佛，可以見到無量佛。
此經另一個特色，是與般若學結合。在修行到親見十方佛之後，反觀自心，了解所見諸佛皆心念造作，諸佛(所觀境)無所從來，我(能觀者)亦無所至，諸法性空幻有。

## 歷史
龍樹在《大智度論》、《十住毗婆沙論》中曾經引用許多此經的內容，說明它極早就出現在印度，是很早期的大乘佛教經典。於西元前後一世紀，它開始在北印度健馱邏國地區流行。
望月信亨在《淨土教起源及其開展》考證此經約在西元前後一世紀出現。

## 版本

### 漢譯本
（全本）
- 《般舟三昧經》三卷（又名：十方現在佛悉在前立定經），光和二年（179年），竺朔佛出經，支婁迦讖傳譯，侍者孟福、張蓮筆受。
- 《大集經賢護分》五卷（又名：賢護菩薩經），天竺三藏闍那崛多及笈多於開皇十四年（594年）大興善寺出，沙門明芬等筆受。

（別生經）
- 《般舟三昧經》一卷，是三卷本的重翻，品目不全。《開元釋教錄》錄為支婁迦讖譯，汪維輝從語言學角度認為非支婁迦讖譯。呂澂認為是竺法護譯[2][3]。
- 《拔陂菩薩經》(又名：颰披陀菩薩經），譯者不詳，是般舟經初四品。

（闕本）
- 《般舟三昧經》二卷 ，竺法護譯。
- 《般舟三昧念佛章經》一卷(是行品別翻) ，失譯。

## 思想及影響
佛教禪定修行大多以坐禪為主。《般舟三昧經》則以經行立姿作為修行方法的經典。《般舟三昧經》以憶念十方諸佛作為修行法門的經典，並倡導般若空觀於其中，開後世淨土經典之先。
《般舟三昧經》在早期大乘佛教中佔有十分重要的地位。根据《法灭尽经》所述，佛法要灭亡时，《首楞严三昧经》、《般舟三昧经》会首先消失，之後十二部经紧接着也会灭掉，全部不现，沙门的袈裟变成了俗家样式。

## 般舟三昧行法
《般舟三昧经》介绍了从观想念佛或持名念佛上升到實相念佛的一种特别的修习方式——般舟三昧，又译为“佛立三昧”。它把大乘般若思想和禅观之术结合在一起。其修法以七日或九日为一期，日夜经行，不可坐卧，专念诸佛，能于空中感十方诸佛，特别是无量寿佛在三昧中立于眼前。當修行者到達此一境界時，經由觀察自心作用，了解諸佛現前皆是自心作用幻化，實則本性空寂，就能進入般若智慧的空性見之中。
这种法门和后世流行的持名念佛有所不同。重在「洗心」、「御心」。修行者要领悟到其念佛的行为和所见的佛，归根到底都是自心在起作用，因而本性上是毕竟空的——般若的玄旨也体现在这“一切本无”的体验中。東晉慧遠法師是中國歷史上第一個介紹这种修行法門的人。
在慧远法师之后，般舟行法在中国继续流传。天台宗祖师智者大师在《摩诃止观》中，列有一种来自《般舟三昧经》的“常行三昧”修法，要求以九十日为一期。
在淨土宗興起後，「般舟三昧」，便常被理解为“九十天中不眠常行”的念佛之行。除饭食和大小便外，无间断经行，不卧、不坐、不休息，专致于口唸、心忆阿弥陀佛；唐代道绰法师也修习七天七夜专念阿弥陀佛的“般舟三昧”；善导著有《般舟赞》一卷传世。自宋朝以降，直到近现代，历朝历代都有人修习此法，其中以宋、清两朝最盛。釋覺心指出般舟三昧的「除睡眠」是指「除睡眠蓋」 ，而非傳統所理解的不能睡眠。

## 外部連結
- Partial translation – Translation by Rev. Hisao Inagaki
- Complete translation （页面存档备份，存于） – English Translation from the Chinese Canon
- 般舟三昧经全文 （页面存档备份，存于）